# ماسیمو کاستانیا
ماسیمو کاستانیا (ایتالیایی: Massimo Castagna؛ زادهٔ ۱۲ اکتبر ۱۹۶۱) بازیکن والیبال اهل ایتالیا بود. وی در بازی‌های المپیک تابستانی ۱۹۸۸ شرکت کرده‌است.